# Maître Pierre
Pour la chanson d'Henri Betti et Jacques Plante, voir Maître Pierre (chanson).
Maître Pierre est le nom d'un architecte repris dans les Chroniques de Novgorod, cité par les historiens d'art pour avoir été actif dans la région de Pskov et de Novgorod en Russie au début du XIIe siècle, sans que l'on sache exactement ses lieux et dates de naissance. Les édifices pour lesquels sa présence comme architecte est présumée datent des années 1103 à 1127. C'est un des rares architectes qui ait collaboré avec les princes et qui ait participé à l'édification de différents édifices pré-mongols. Comme les chroniques de Novgorod ne stipulent pas qu'il soit grec, on peut en conclure qu'il était russe. Parfois il reste dans la pure tradition kievienne, comme pour la cathédrale Saint-Nicolas de Novgorod, parfois il est à l'écoute du renforcement des principautés féodales à la suite de l'affaiblissement de Kiev et il rompt alors avec l'équilibre kievien traditionnel pour poser par exemple deux coupoles identiques au lieu d'une seule dominante, comme à la cathédrale de la Nativité de la Vierge Marie du monastère d'Antoniev.

## Liste des édifices dont Maître Pierre pourrait être l'architecte
- Cathédrale de la Nativité de la Vierge Marie (monastère d'Antoniev)[4].
- Cathédrale Saint-Nicolas (Novgorod)[5].
- Monastère Saint-Georges de Iouriev[4].
- Église de l'Annonciation de Gorodichtche (Novgorod)[6].
- Église Saint-Georges (monastère de Iouriev)[4].
- Monastère Saint-Jean-Baptiste (Pskov)[7].
- Cathédrale de la Trinité (Pskov)[8].

## Galerie

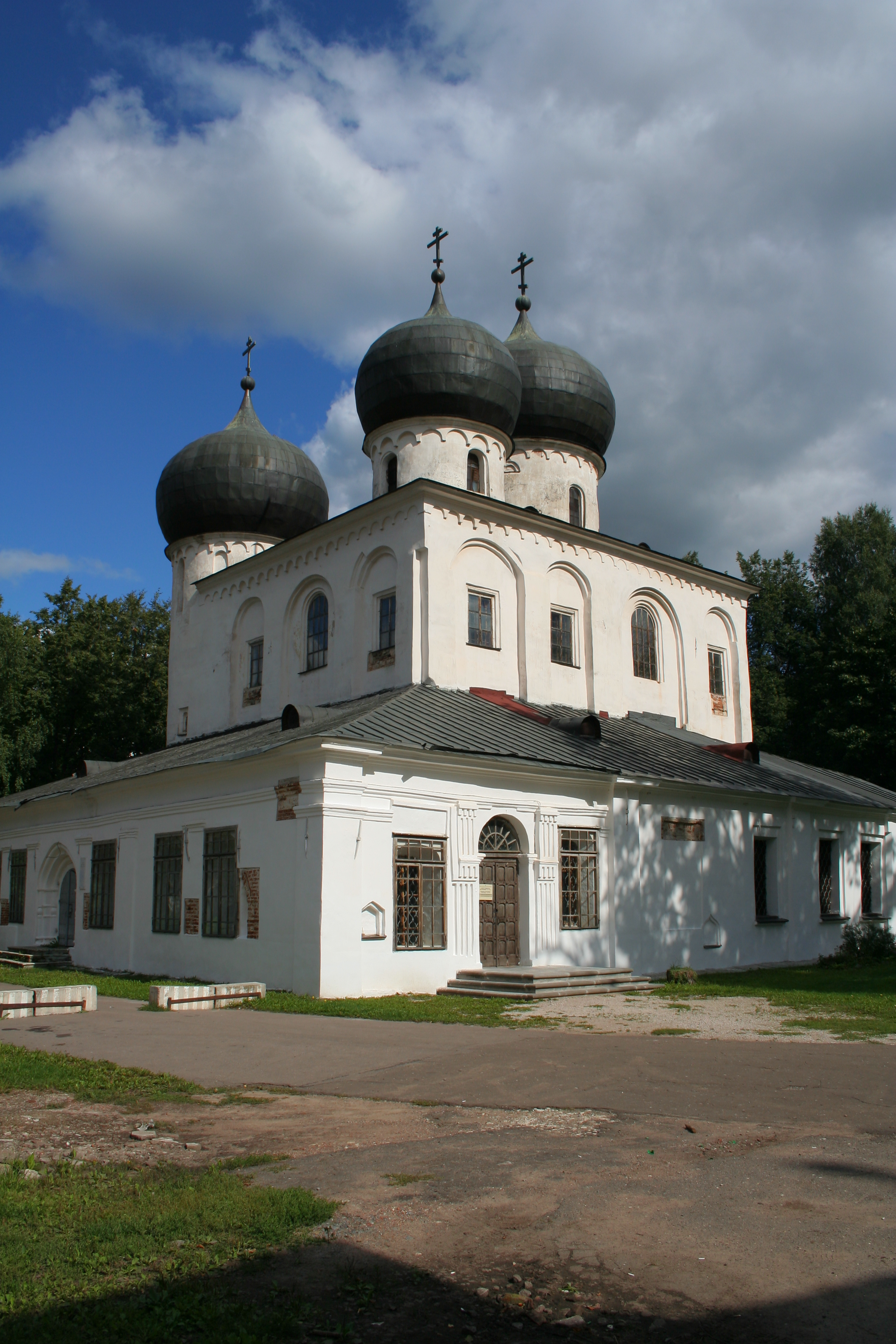
Cathédrale de la Nativité de la Vierge Marie (Monastère d'Antoniev) (Novgorod)
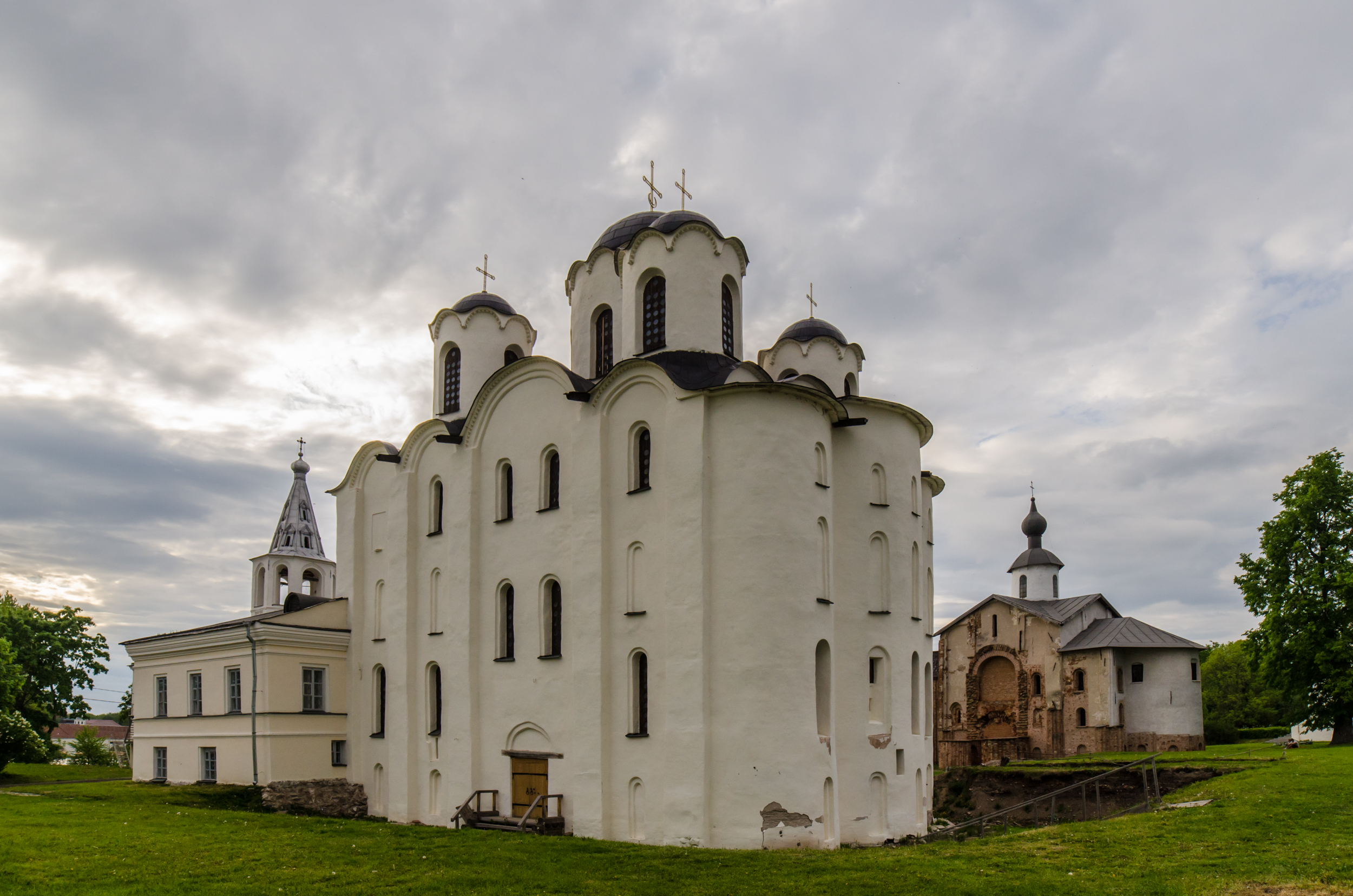
Cathédrale Saint-Nicolas (Novgorod)
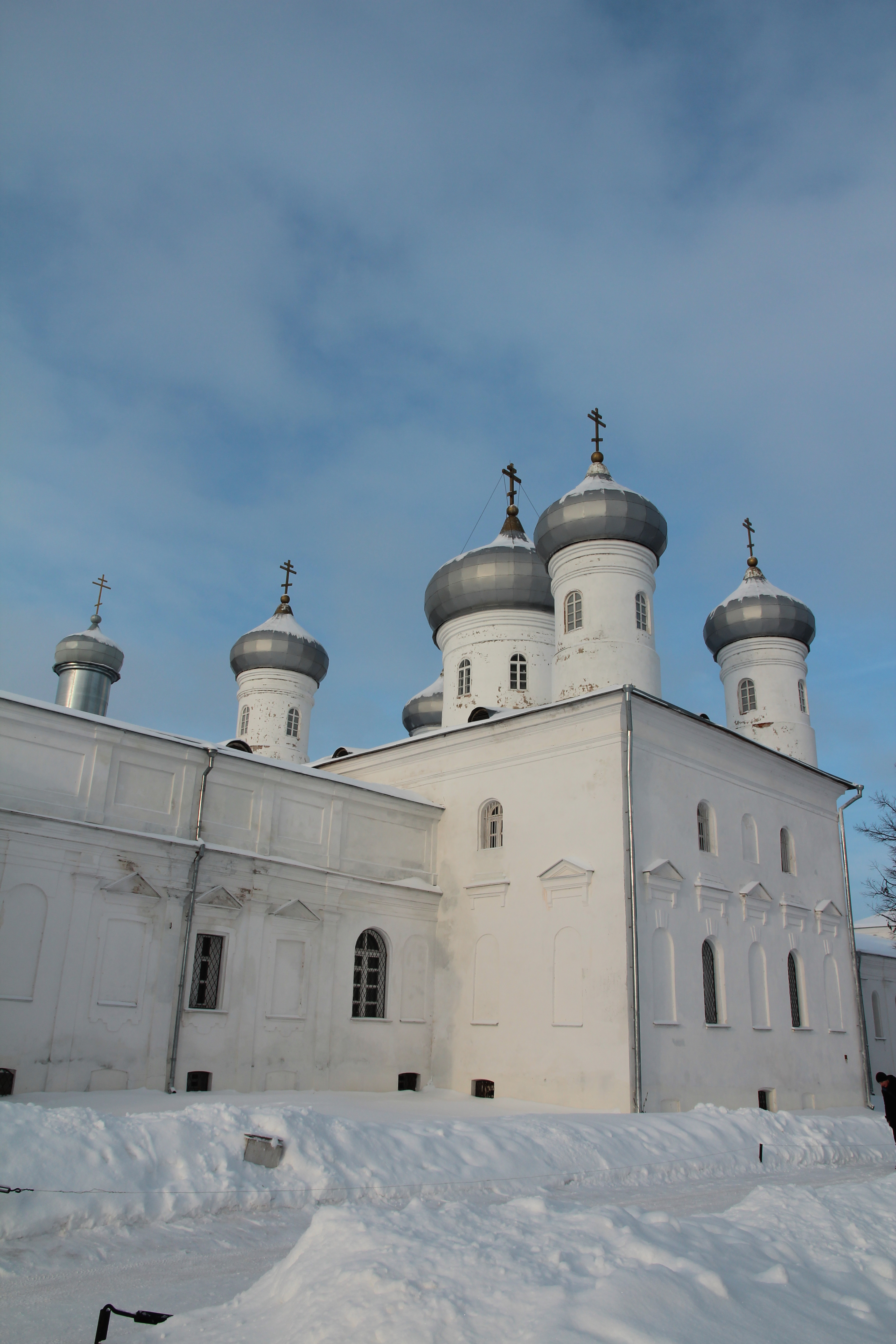
Monastère Saint-Georges de Iouriev
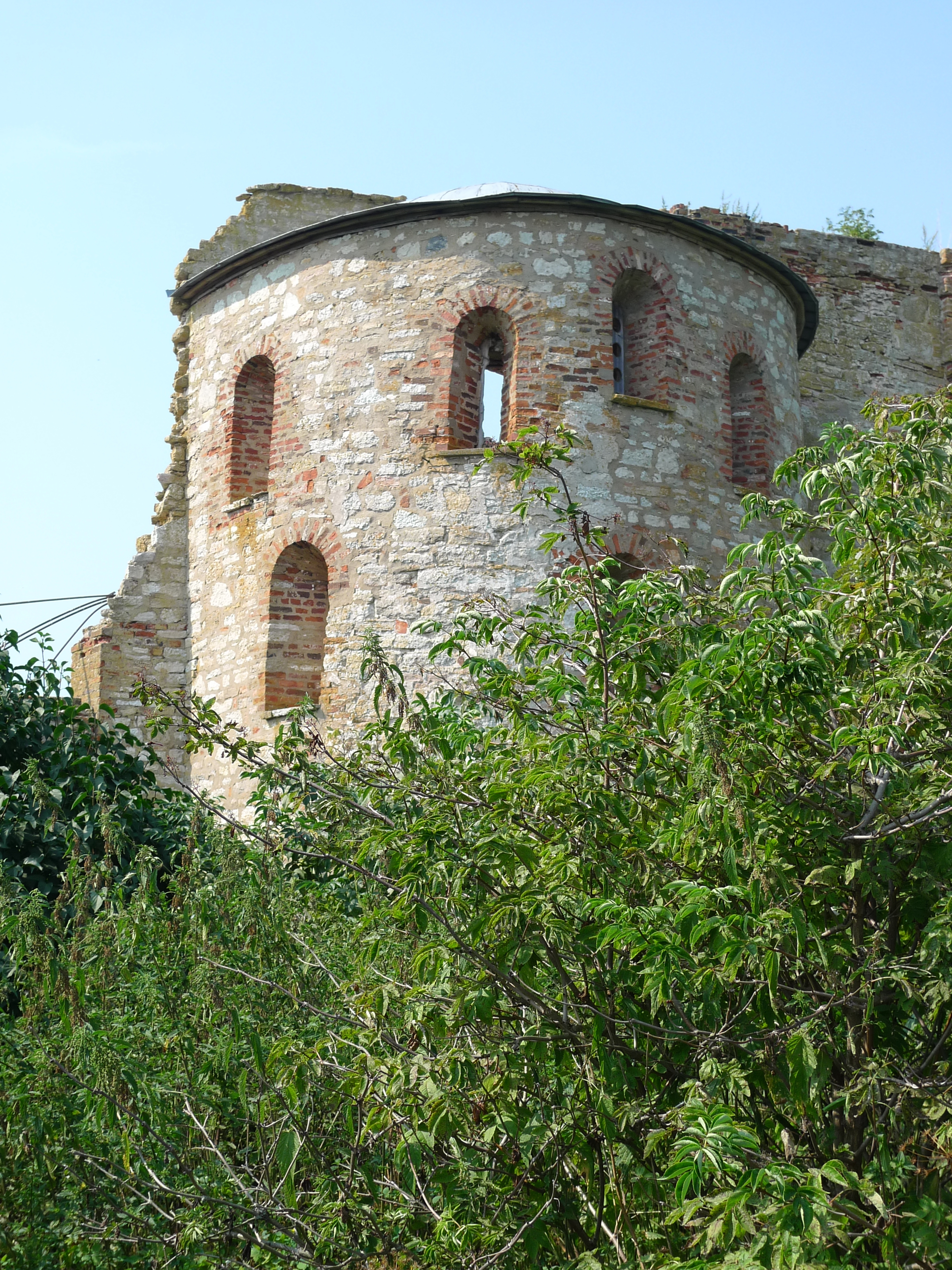
Église de l'Annonciation de Gorodichtche
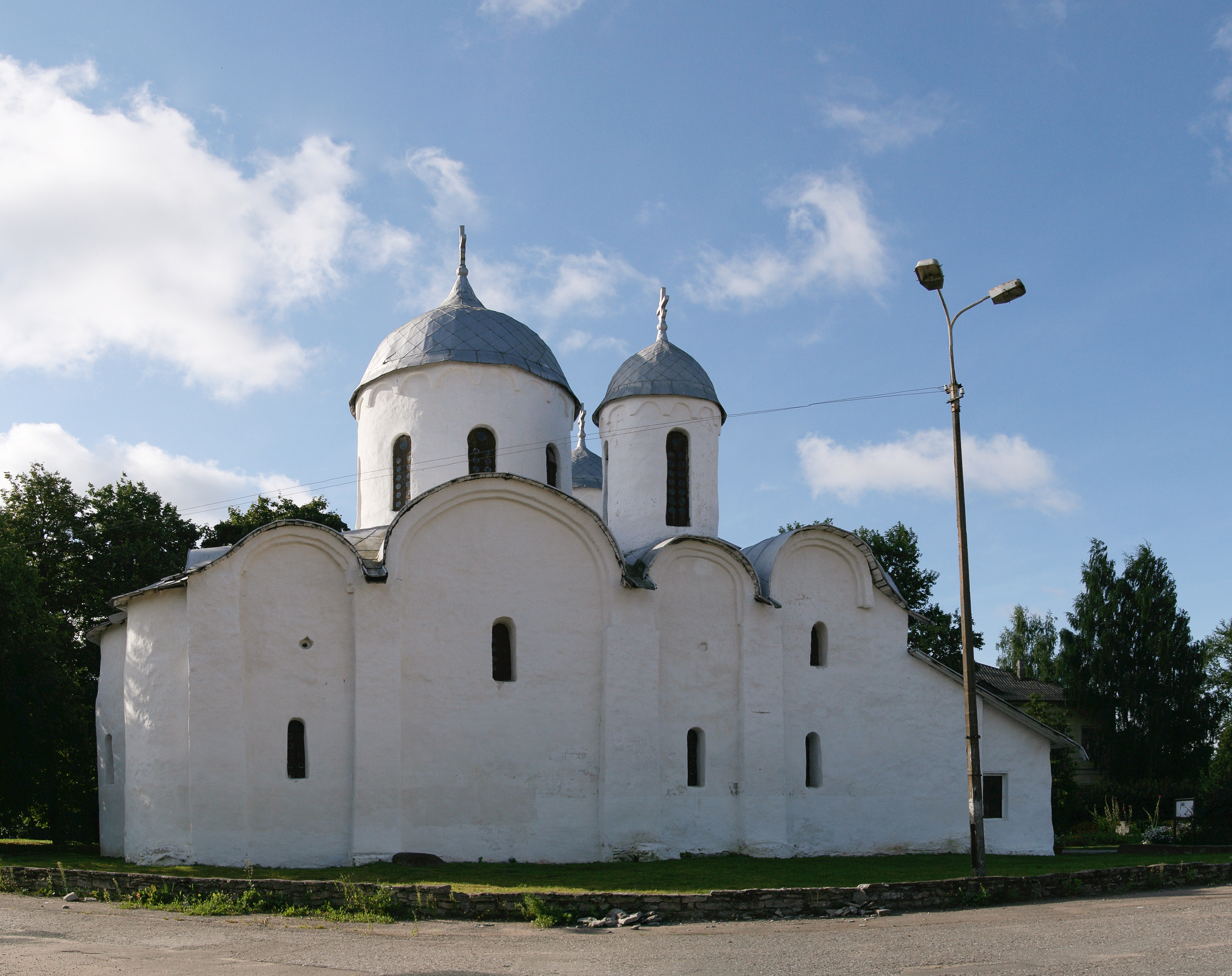
Monastère Saint-Jean-Baptiste (Pskov)